# Beziehungen zwischen dem Sudan und den Vereinigten Staaten
Die Beziehungen zwischen dem Sudan und den Vereinigten Staaten sind das zwischenstaatliche Verhältnis zwischen dem Sudan und den Vereinigten Staaten. Beide Staaten unterhalten sehr wechselhafte Beziehungen, welche mehrmals unterbrochen wurden. Wegen der Unterstützung des internationalen Terrorismus erhoben die USA 1996 umfangreiche finanzielle Sanktionen gegen den Sudan, welche schließlich 2017 aufgehoben wurden.

## Geschichte

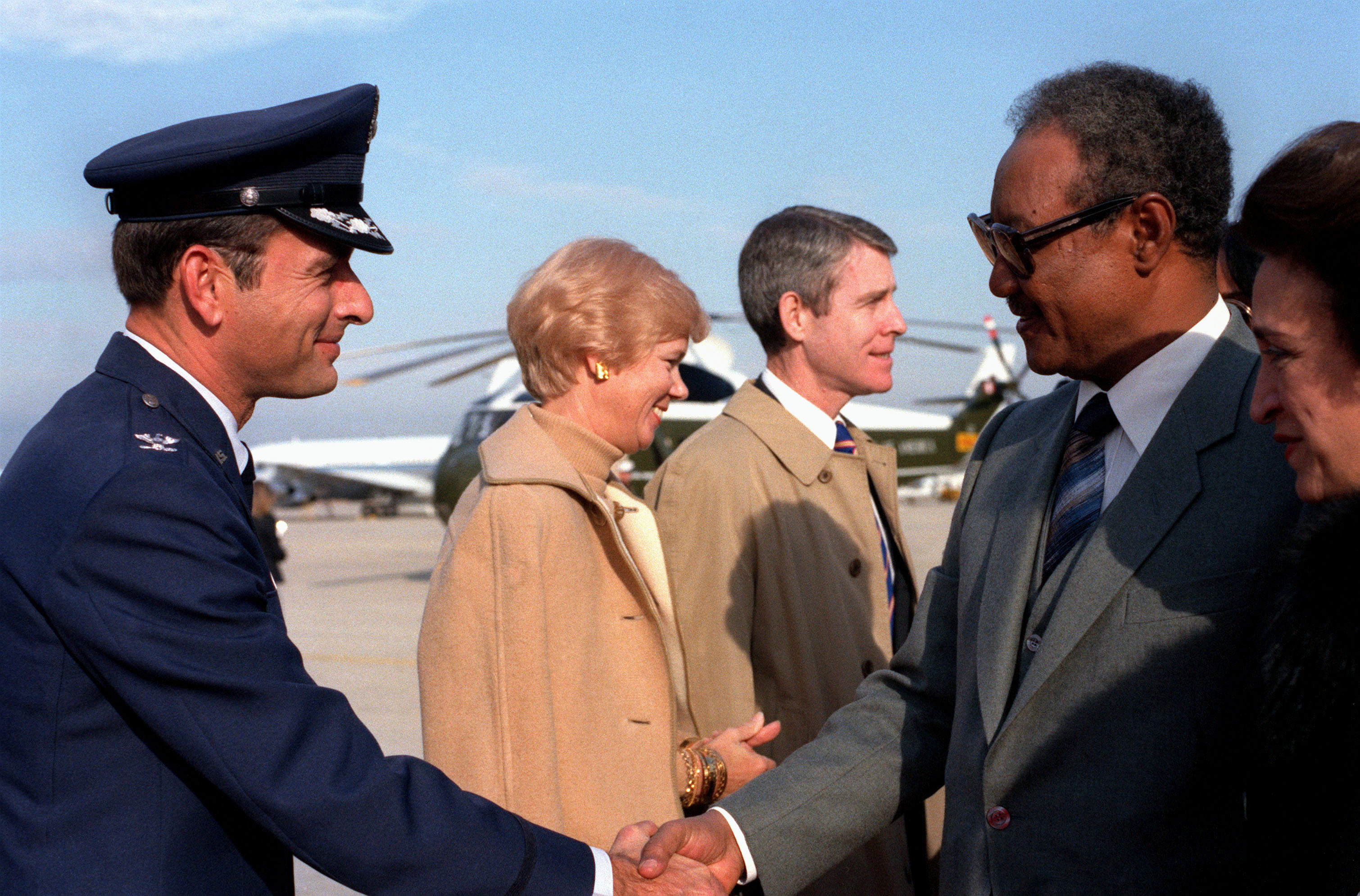
Dschafar an-Numairi auf Staatsbesuch in den US (1983)

Die Vereinigten Staaten erkannten den im Jahr 1956 unabhängigen Sudan umgehend an und nahmen im Februar 1956 diplomatische Beziehungen auf.  Im Verlauf des Kalten Krieges und danach wurden diese Beziehungen von politischen Krisen und Sanktionen belastet. So schloss der Sudan 1967 (im Gefolge des Sechstagekriegs) die US-Botschaft und brach die Beziehungen ab. Die Beziehungen verbesserten sich nach Juli 1971, als die Sudanesische Kommunistische Partei versuchte, Präsident Dschafar an-Numairi zu stürzen, und dieser eine sowjetische Beteiligung vermutete. Die Beziehungen verbesserten sich weiter, nachdem die USA nach dem Friedensabkommen von 1972, das den ersten sudanesischen Bürgerkrieg mit dem Süden beendete, Hilfe für die Umsiedlung von Flüchtlingen leisteten. 1972 wurden die Beziehungen wieder aufgenommen. Kurz darauf, im März 1973, wurde US-Botschafter Cleo Noel in Khartum bei einem Terroranschlag des Terrorkommandos Schwarzer September ermordet, was zu einer vorübergehenden Belastung des Verhältnisses führte.

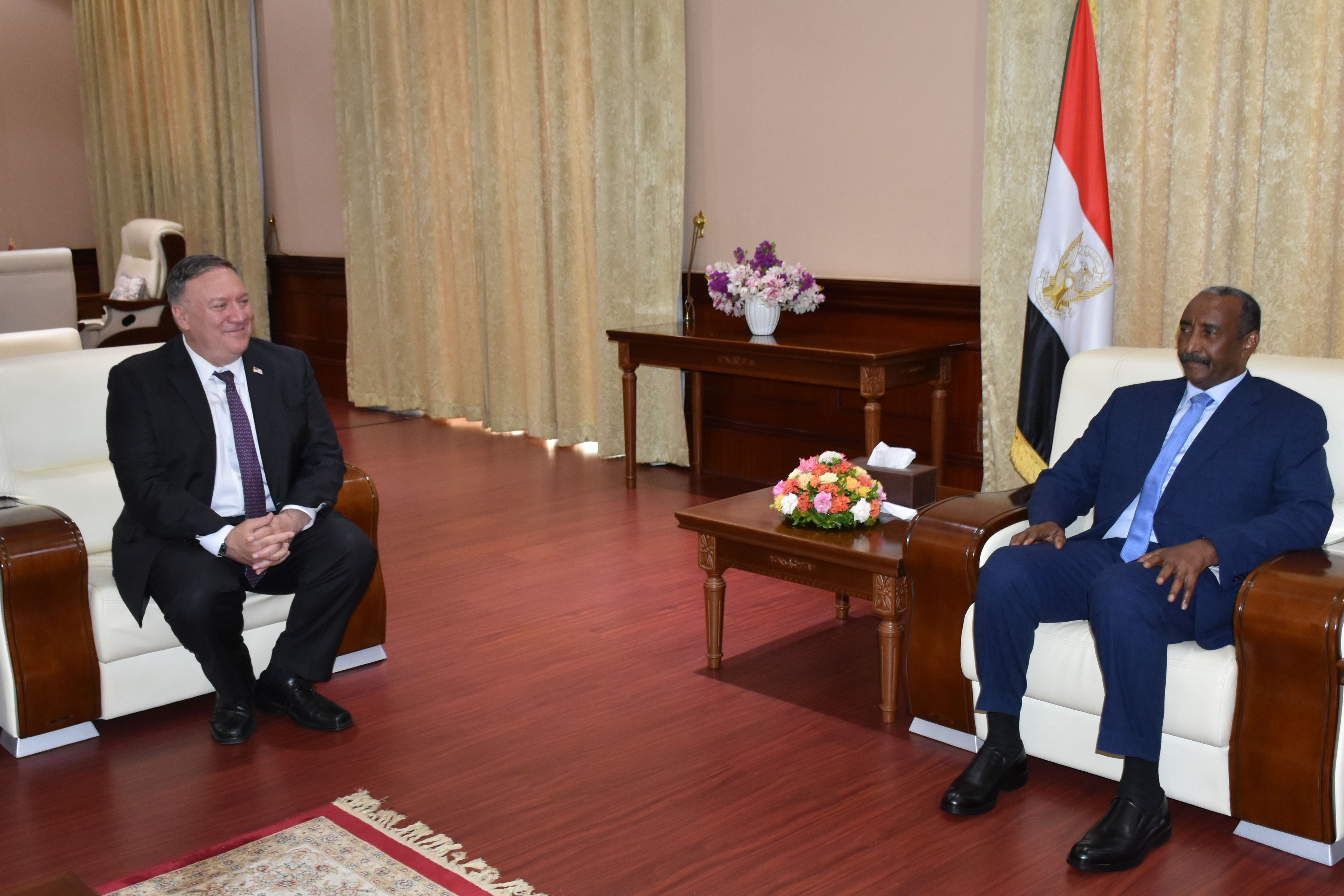
Mike Pompeo mit Abdel Fattah Burhan in Khartum (2019)

Während der 1980er Jahre blieben die Beziehungen angespannt, als die amerikanische Bombardierung von Libyen für Missfallen in Khartum sorgte. 1986 etwa wurde ein Angestellter der US-Botschaft in Khartum nach anti-amerikanischen Demonstrationen schwer verletzt. Nach dem Militärputsch von 1989 und der Machtergreifung des Islamisten Umar al Baschir verschlechterte sich das Verhältnis weiter. Die US-Regierung setzte 1993 den Sudan auf die Liste der State Sponsors of Terrorism. In der Folge verhängten die USA ein umfassendes Wirtschafts- und Finanzembargo gegen Khartum.1996 wurde die US-Botschaft in Khartum faktisch geräumt und das Personal nach Nairobi verlegt. Während der 1990er Jahre sorgte besonders die Präsenz Terroristen wie Osama bin Laden, Abu Nidal und Carlos, der Schakal im Sudan für Konflikte mit den USA. Bin Laden wurde von Präsident Baschir schließlich 1996 des Landes verwiesen. Im August 1998, nach den Terroranschläge auf die Botschaften der Vereinigten Staaten in Daressalam und Nairobi, verübten die USA Luftangriffe auf Khartum und zerstörten dabei die Asch-Schifa-Arzneimittelfabrik.
In den 2000er Jahren spielten Friedensvermittlungen und humanitäre Hilfe eine wichtige Rolle. 2002 nahmen die USA ihre diplomatischen Aktivitäten vor Ort schließlich (begrenzt) wieder auf, nachdem der Sudan nach 9/11 mit den USA begrenzt kooperiert hatte. Die USA unterstützten das Naivasha-Abkommen von 2005 und die UN-Friedensmission in Darfur. Zugleich verschärften sie – etwa durch einen von Präsident Bush unterzeichneten „Darfur Peace an Accountability Act“ von 2006 – Druck auf die sudanesische Regierung und verlängerten Sanktionen. Im Januar 2017 hob Präsident Obama nahezu alle verbliebenen Sanktionen gegen Sudan auf, nachdem die sudanesische Regierung sich in Sicherheitsfragen kooperativ gezeigt hatte. Im Verlauf von 2017 strichen die USA alle noch bestehenden Strafmaßnahmen endgültig. Nach dem Sturz al-Bashirs im April 2019 verbesserte sich das Verhältnis deutlich. Die Übergangsregierung des Präsidenten Abdel Fattah Burhan suchte die Annäherung, und US-Außenminister Pompeo kündigte im Dezember 2019 erstmals seit 1996 wieder den Austausch von Botschaftern an.
Im Jahr 2020 einigten sich beide Seiten auf wesentliche Schritte: Im Oktober 2020 kündigte Präsident Trump die Streichung Sudans von der Terrorliste an, nachdem Khartum Entschädigungen an US-Opfer dschihadistischer Anschläge zugesagt hatte. Im Dezember 2020 trat die offizielle Entfernung Sudans von der Terrorliste in Kraft, nachdem der Sudan Israel diplomatisch anerkannt hatte, wodurch Sudan wieder Zugang zu internationalen Finanzhilfen erhielt und seine Regierungschefs erstmals seit Jahrzehnten Washington besuchen konnten. Die neuesten Entwicklungen haben die Beziehungen erneut belastet: Im Oktober 2021 übernahmen Militärs unter General Burhan die Macht und entließen den Premierminister. Die USA verurteilten den Putsch, forderten die Freilassung demokratisch gewählter Politiker und setzten Zahlungen in Höhe von Hunderten Millionen Dollar aus. Im Frühjahr 2023 kam es in Sudan zu einem innerstaatlichen Konflikt zwischen Armee und bewaffneten Einheiten (RSF), weshalb die USA ihre Diplomaten vorläufig abzogen.

## Wirtschaftsbeziehungen
Der bilaterale Handel war lange Zeit durch US-Sanktionen stark eingeschränkt. Erst mit dem Embargoverschluss 2017 konnten sudanesische Unternehmen wieder offiziell Waren aus den USA importieren. Dennoch bleibt das Handelsvolumen gering: 2024 betrug der Warenverkehr zwischen beiden Ländern nur rund 69,7 Mio. US-Dollar (davon 56,6 Mio. US-Exporte und 13,1 Mio. US-Importe). Ein formelles Handels- und Investitionsrahmenabkommen (TIFA) existiert im Rahmen des ost- und südafrikanischen COMESA-Bündnisses seit 2001. Erst seit der Streichung von der Terrorliste 2020 kann Sudan wieder auf Hilfe der Weltbank und des IWF zugreifen. Insgesamt bleiben ausländische Direktinvestitionen infolge politischer Unsicherheiten und fehlender Rechtsrahmen jedoch auf niedrigem Niveau.
Trotz der geringen Handelsströme sind die USA ein bedeutender Geber von Entwicklungs- und humanitärer Hilfe. 1991 verhinderten US-Hilfen eine große Hungersnot im Land. Vor allem über die US-Agentur USAID flossen jährlich umfangreiche Mittel in den Sudan. So stellten die USA beispielsweise 2005/2006 rund 2,6 Mrd. US-Dollar für humanitäre Hilfe, Friedensmissionen in Darfur und den Wiederaufbau im Südsudan bereit. In der jüngsten Krisenzeit (2024) waren die USA erneut mit Abstand größter Geldgeber humanitärer Soforthilfe für Sudan: Etwa 44 % des rund 1,8 Mrd. USD umfassenden Hilfskonsolidierungsplans wurden durch US-Mittel abgedeckt.